# Хаусман, Леандер
Леа́ндер Ха́усман (нем. Leander Haußmann; род. 26 июня 1959, Кведлинбург) — немецкий режиссёр театра и кино, актёр.

## Биография
Леандер Хаусман родился в семье актёра Эцарда Хаусмана и художницы по костюмам Дорис Хаусман. Учился на типографа. В 1980 году отслужил срочную военную службу в Национальной народной армии ГДР. С 1982 года обучался в Высшей школе актёрского искусства имени Эрнста Буша в Берлине и работал во многих театрах ГДР. В 1990—1995 годах служил режиссёром в Немецком национальном театре в Веймаре.
В 1995—2000 годах Хаусман работал директором драматического театра в Бохуме. В это время он сыграл роль в фильме Детлефа Бука «Мужской пансион». Известность пришла к Хаусману в 2000 году с фильмом «Солнечная аллея» по сценарию Томаса Бруссига. Вторым фильмом Хаусмана стал «Берлинский блюз» по одноимённому роману Свена Регенера. В 2005 году Хаусман снял фильм «ННА», включив в него собственный опыт военной службы. В 2011 году на экраны вышел фильм Леандера Хаусмана «Отель Люкс» по сценарию Уве Тимма.
Леандер Хаусман периодически сам снимается в кино, продолжает работать над театральными постановками и на телевидении.

## Фильмография

### Режиссёр
- 1991: Заговор Фиеско в Генуе / Die Verschwörung des Fiesco zu Genua
- 1997: Das 7. Jahr — Ansichten zur Lage der Nation (документальный фильм)
- 1999: Солнечная аллея / Sonnenallee
- 2000: Йун Габриэль Боркман / John Gabriel Borkman
- 2001: Denk ich an Deutschland — Die Durchmacher (документальный фильм)
- 2003: Берлинский блюз / Herr Lehmann
- 2004: hamlet X
- 2005: ННА / NVA
- 2005: Коварство и любовь / Kabale und Liebe
- 2007: Почему мужчины никогда не слушают, а женщины не умеют парковаться / Warum Männer nicht zuhören und Frauen schlecht einparken
- 2008: Robert Zimmermann wundert sich über die Liebe
- 2009: Dinosaurier — Gegen uns seht ihr alt aus!
- 2011: Отель Люкс / Hotel Lux
- 2013: Нападение акул на озере Мюггельзе / Hai-Alarm am Müggelsee
- 2013: Телефон полиции — 110 / Polizeiruf 110 — Kinderparadies

## Публикации
- Buh. Mein Weg zu Reichtum, Schönheit und Glück, Verlag Kiepenheuer & Witsch, Köln 2013, ISBN 978-3-462-30696-5